# Schömberg (Calw)
Schömberg è un comune tedesco di 8 613 abitanti, situato nel land del Baden-Württemberg.